# Герб Пінська
Герб Пінська — це гербальний символ, що належить місту Пінську. Він був дарований місту Великим князем Литовським Стефаном Баторієм 12 січня 1581 року. Опис герба такий: «На червоному полі зображено золотий лук, вістря сталевої стріли спрямоване вправо».
Отримавши офіційний статус 21 червня 1994 року, у сучасній Білорусі цей символ зареєстрований як герб під номером 2 в реєстрі національних гербових знаків країни.

Офіційний опис:
На червоному полі барочного щита зображено золотий натягнутий лук, сталевий наконечник стріли направлений вправо.

Оригінальний текст (рос.)
В красном поле барочного щита золотой натянутый лук, стальной наконечник стрелы направлен вправо.